# Ormiston
Ormiston är en ort i Storbritannien.   Den ligger i kommunen East Lothian och riksdelen Skottland, i den centrala delen av landet, 500 km norr om huvudstaden London. Ormiston ligger 88 meter över havet och antalet invånare är 2 062.
Terrängen runt Ormiston är lite kuperad, och sluttar norrut. Runt Ormiston är det ganska glesbefolkat, med 34 invånare per kvadratkilometer. Närmaste större samhälle är Edinburgh, 16,5 km väster om Ormiston. Trakten runt Ormiston består till största delen av jordbruksmark.